# Slovenien i olympiska sommarspelen 2012
Slovenien deltog i de olympiska sommarspelen 2012 som ägde rum i London i Storbritannien mellan den 27 juli och den 12 augusti 2012.

## Medaljörer
| Medalj | Namn                      | Sport     | Gren                          |
| ------ | ------------------------- | --------- | ----------------------------- |
| Guld   | Urška Žolnir              | Judo      | Damernas 63 kg                |
| Silver | Primož Kozmus             | Friidrott | Herrarnas slägga              |
| Brons  | Luka Špik Iztok Čop       | Rodd      | Herrarnas dubbelsculler       |
| Brons  | Rajmond Debevec Iztok Čop | Skytte    | Herrarnas 50 m gevär liggande |

## Badminton
- Huvudartikel: Basket vid olympiska sommarspelen 2012

| Spelare    | Gren      | Gruppnivå                 | Gruppnivå                      | Gruppnivå         | Gruppnivå        | Eliminering       | Kvartsfinal       | Semifinal         | Final / brons     | Final / brons |
| Spelare    | Gren      | Motståndare Poäng         | Motståndare Poäng              | Motståndare Poäng | Placering        | Motståndare Poäng | Motståndare Poäng | Motståndare Poäng | Motståndare Poäng | Placering     |
| ---------- | --------- | ------------------------- | ------------------------------ | ----------------- | ---------------- | ----------------- | ----------------- | ----------------- | ----------------- | ------------- |
| Maja Tvrdy | Damsingel | Sato (JPN) L 20–22, 18–21 | Egelstaff (GBR) L 15–21, 10–21 | 3                 | Gick inte vidare | Gick inte vidare  | Gick inte vidare  | Gick inte vidare  | Gick inte vidare  |               |

## Bordtennis
- Huvudartikel: Bordtennis vid olympiska sommarspelen 2012

Herrar
| Spelare     | Gren   | Inledande omgång     | Runda 1              | Runda 2              | Runda 3              | Runda 4              | Kvartsfinal          | Semifinal            | Final                | Final            |
| Spelare     | Gren   | Motståndare Resultat | Motståndare Resultat | Motståndare Resultat | Motståndare Resultat | Motståndare Resultat | Motståndare Resultat | Motståndare Resultat | Motståndare Resultat | Placering        |
| ----------- | ------ | -------------------- | -------------------- | -------------------- | -------------------- | -------------------- | -------------------- | -------------------- | -------------------- | ---------------- |
| Bojan Tokič | Singel | Bye                  | Bye                  | Liu S (ARG) W 4–3    | Gao N (SIN) L 0–4    | Gick inte vidare     | Gick inte vidare     | Gick inte vidare     | Gick inte vidare     | Gick inte vidare |

## Bågskytte
- Huvudartikel: Bågskytte vid olympiska sommarspelen 2012

Damer
| Bågskytt        | Gren                   | Ranking-runda | Ranking-runda | 32-delsfinal           | Sextondelsfinal   | Åttondelsfinal    | Kvartsfinal       | Semifinal         | Final             | Final            |
| Bågskytt        | Gren                   | Poäng         | Seedning      | Motståndare Poäng      | Motståndare Poäng | Motståndare Poäng | Motståndare Poäng | Motståndare Poäng | Motståndare Poäng | Placering        |
| --------------- | ---------------------- | ------------- | ------------- | ---------------------- | ----------------- | ----------------- | ----------------- | ----------------- | ----------------- | ---------------- |
| Klemen Štrajhar | Herrarnas individuella | 639           | 58            | Dai Xx (CHN) (7) L 0–6 | Gick inte vidare  | Gick inte vidare  | Gick inte vidare  | Gick inte vidare  | Gick inte vidare  | Gick inte vidare |

## Cykling
- Huvudartikel: Cykling vid olympiska sommarspelen 2012

### Landsväg

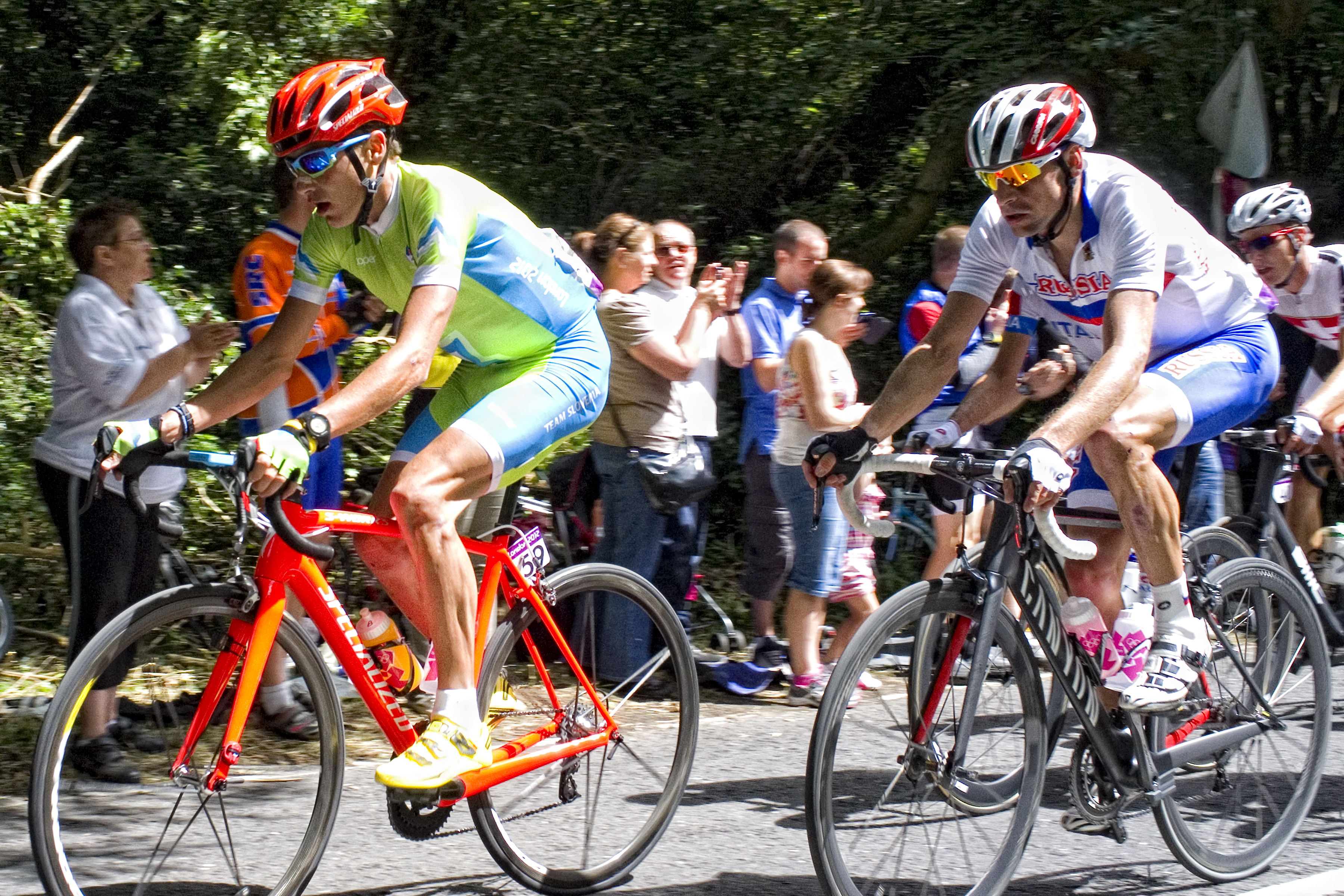
Janez Brajkovičunder linjeloppet

| Cyklist         | Gren                | Tid      | Placering |
| --------------- | ------------------- | -------- | --------- |
| Janez Brajkovič | Herrarnas linjelopp | 5:46:05  | 21        |
| Janez Brajkovič | Herrarnas tempolopp | 54:09.72 | 10        |
| Borut Božič     | Herrarnas linjelopp | 5:46:37  | 46        |
| Grega Bole      | Herrarnas linjelopp | 5:46:37  | 79        |
| Polona Batagelj | Damernas linjelopp  | 3:35:56  | 22        |

### Mountainbike
| Cyklist         | Gren                 | Tid     | Placering |
| --------------- | -------------------- | ------- | --------- |
| Blaža Klemenčič | Damernas terränglopp | 1:39:42 | 23        |
| Tanja Žakelj    | Damernas terränglopp | 1:34:41 | 10        |

## Friidrott
- Huvudartikel: Friidrott vid olympiska sommarspelen 2012

Förkortningar
- Notera – Placeringar gäller endast den tävlandes eget heat
- Q = Kvalificerade sig till nästa omgång via placering
- q = Kvalificerade sig på tid eller, i fältgrenarna, på placering utan att ha nått kvalgränsen
- NR = Nationellt rekord
- N/A = Omgången inte möjlig i grenen
- Bye = Idrottaren behövde inte delta i omgången

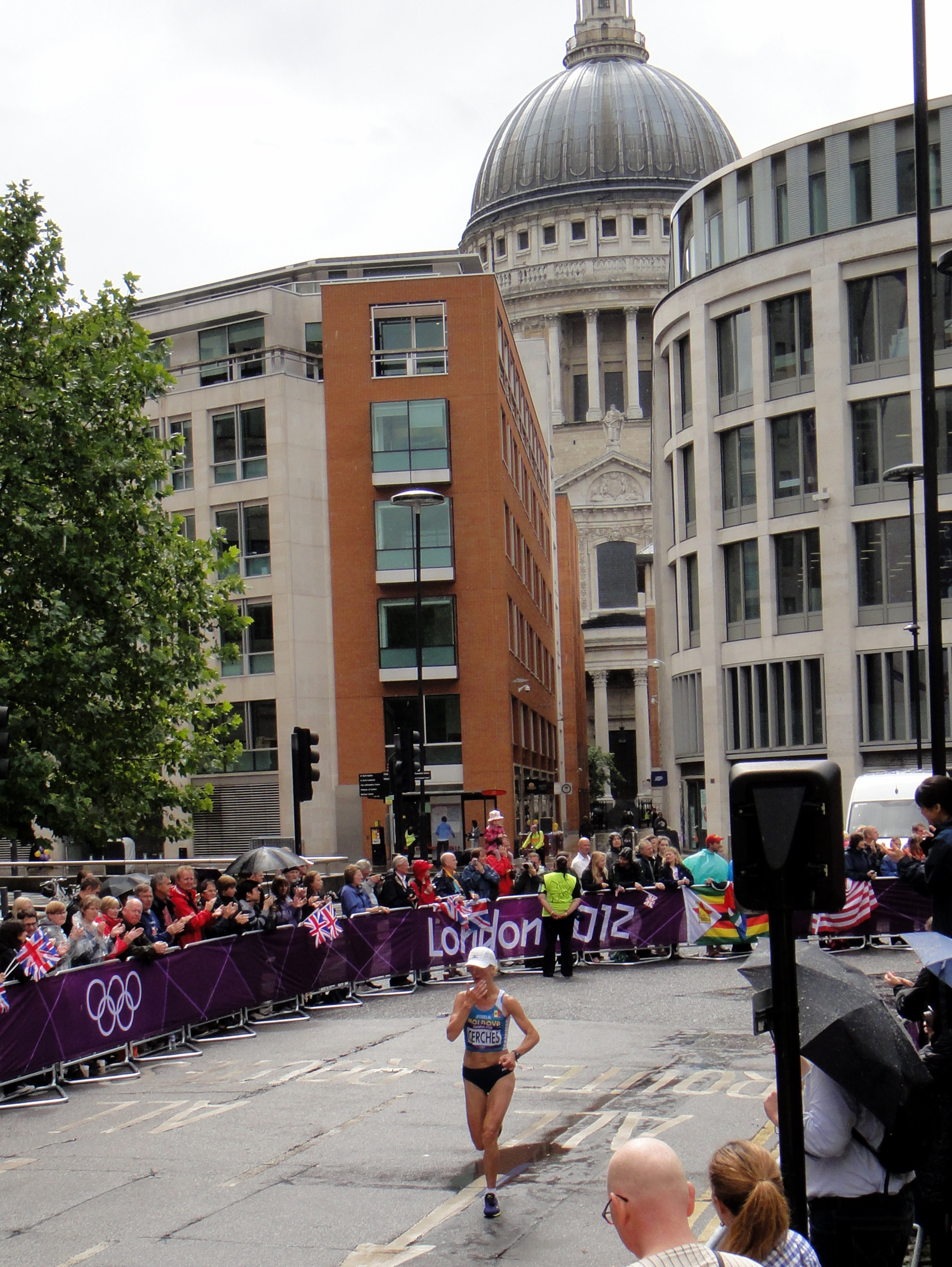
Žana Jereb i damernas maraton.

Herrar
Bana och väg
| Idrottare   | Gren       | Heat     | Heat      | Semifinal | Semifinal | Final            | Final            |
| Idrottare   | Gren       | Resultat | Placering | Resultat  | Placering | Resultat         | Placering        |
| ----------- | ---------- | -------- | --------- | --------- | --------- | ---------------- | ---------------- |
| Primož Kobe | Maraton    | i.u.     | i.u.      | i.u.      | i.u.      | 2:19:28          | 46               |
| Brent LaRue | 400 m häck | 49.38    | 4 q       | 49.45     | 3         | Gick inte vidare | Gick inte vidare |

Fältgrenar
| Idrottare     | Gren          | Kval  | Kval      | Final            | Final            |
| Idrottare     | Gren          | Längd | Placering | Längd            | Placering        |
| ------------- | ------------- | ----- | --------- | ---------------- | ---------------- |
| Matija Kranjc | Spjutkastning | 72.63 | 40        | Gick inte vidare | Gick inte vidare |
| Primož Kozmus | Släggkastning | 78.12 | 3 Q       | 79.36            | 2                |
| Rožle Prezelj | Höjdhopp      | 2.21  | =25       | Gick inte vidare | Gick inte vidare |

Damer
Bana och väg
| Žana Jereb   | Maraton    | i.u.    | i.u. | i.u.             | i.u.             | 2:42:50          | 88               |
| Sonja Roman  | 1 500 m    | 4:19.17 | 11   | Gick inte vidare | Gick inte vidare | Gick inte vidare | Gick inte vidare |
| Marina Tomić | 100 m häck | 13.10   | 5    | Gick inte vidare | Gick inte vidare | Gick inte vidare | Gick inte vidare |

Fältgrenar
| Idrottare      | Gren          | Kval  | Kval      | Final            | Final            |
| Idrottare      | Gren          | Längd | Placering | Längd            | Placering        |
| -------------- | ------------- | ----- | --------- | ---------------- | ---------------- |
| Martina Ratej  | Spjutkastning | 63.60 | 6 Q       | 61.62            | 7                |
| Marija Šestak  | Tresteg       | 14.16 | 12 q      | 13.98            | 11               |
| Barbara Špiler | Släggkastning | 67.21 | 29        | Gick inte vidare | Gick inte vidare |
| Tina Šutej     | Stavhopp      | 4.25  | 19        | Gick inte vidare | Gick inte vidare |

## Gymnastik
- Huvudartikel: Gymnastik vid olympiska sommarspelen 2012

### Artistisk
Damer
| Idrottare  | Gren     | Kval    | Kval    | Kval    | Kval    | Kval   | Kval      | Final            | Final            | Final            | Final            | Final            | Final            |
| Idrottare  | Gren     | Redskap | Redskap | Redskap | Redskap | Totalt | Placering | Redskap          | Redskap          | Redskap          | Redskap          | Totalt           | Placering        |
| Idrottare  | Gren     | F       | V       | UB      | BB      | Totalt | Placering | F                | V                | UB               | BB               | Totalt           | Placering        |
| ---------- | -------- | ------- | ------- | ------- | ------- | ------ | --------- | ---------------- | ---------------- | ---------------- | ---------------- | ---------------- | ---------------- |
| Saša Golob | Mångkamp | 13.500  | 0.000   | 12.066  | 13.033  | 38.599 | 60        | Gick inte vidare | Gick inte vidare | Gick inte vidare | Gick inte vidare | Gick inte vidare | Gick inte vidare |

## Judo
Herrar
| Idrottare    | Gren                     | 32-delsfinal         | Sextondelsfinal              | Åttondelsfinal            | Kvartsfinal          | Semifinal            | Återkval             | Bronsmatch           | Final                | Final            |
| Idrottare    | Gren                     | Motståndare Resultat | Motståndare Resultat         | Motståndare Resultat      | Motståndare Resultat | Motståndare Resultat | Motståndare Resultat | Motståndare Resultat | Motståndare Resultat | Placering        |
| ------------ | ------------------------ | -------------------- | ---------------------------- | ------------------------- | -------------------- | -------------------- | -------------------- | -------------------- | -------------------- | ---------------- |
| Rok Drakšič  | Halv lättvikt (-66 kg)   | Bye                  | Valderrama (VEN) W 0010–0001 | Ungvári (HUN) L 0002–0011 | Gick inte vidare     | Gick inte vidare     | Gick inte vidare     | Gick inte vidare     | Gick inte vidare     | Gick inte vidare |
| Aljaž Sedej  | Halv mellanvikt (-81 kg) | Bye                  | Stevens (USA) L 0002–1010    | Gick inte vidare          | Gick inte vidare     | Gick inte vidare     | Gick inte vidare     | Gick inte vidare     | Gick inte vidare     | Gick inte vidare |
| Matjaž Ceraj | Tungvikt (+100 kg)       | i.u.                 | Bondarenko (UKR) W 0021–0002 | Kim S-M (KOR) L 0001–0020 | Gick inte vidare     | Gick inte vidare     | Gick inte vidare     | Gick inte vidare     | Gick inte vidare     | Gick inte vidare |

Damer
| Idrottare        | Gren                     | Sextondelsfinal              | Åttondelsfinal           | Kvartsfinal                   | Semifinal                     | Återkval                 | Bronsmatch           | Final                  | Final            |
| Idrottare        | Gren                     | Motståndare Resultat         | Motståndare Resultat     | Motståndare Resultat          | Motståndare Resultat          | Motståndare Resultat     | Motståndare Resultat | Motståndare Resultat   | Placering        |
| ---------------- | ------------------------ | ---------------------------- | ------------------------ | ----------------------------- | ----------------------------- | ------------------------ | -------------------- | ---------------------- | ---------------- |
| Vesna Đukić      | Lättvikt (-57 kg)        | Matsumoto (JPN) L 0002–0011  | Gick inte vidare         | Gick inte vidare              | Gick inte vidare              | Gick inte vidare         | Gick inte vidare     | Gick inte vidare       | Gick inte vidare |
| Urška Žolnir     | Halv mellanvikt (-63 kg) | Malzahn (GER) W 0000–1100    | García (ECU) W 1000–0001 | Schlesinger (ISR) W 1100–0000 | Tsedevsuren (MGL) W 1000–0000 | BYE                      | BYE                  | Xu L (CHN) W 0100–0011 | 1                |
| Raša Sraka       | Mellanvikt (-70 kg)      | Bye                          | Blanco (ESP) W 1102–0001 | Hwang Y-S (KOR) L 1000–0001   | Did not advance               | Alvear (COL) L 1000–0001 | Gick inte vidare     | Gick inte vidare       | 7                |
| Anamari Velenšek | Halv tungvikt (-78 kg)   | Pogorzelec (POL) L 0000–0001 | Gick inte vidare         | Gick inte vidare              | Gick inte vidare              | Gick inte vidare         | Gick inte vidare     | Gick inte vidare       | Gick inte vidare |
| Lucija Polavder  | Tungvikt (+78 kg)        | Bye                          | Bryant (GBR) L 0000–0011 | Gick inte vidare              | Gick inte vidare              | Gick inte vidare         | Gick inte vidare     | Gick inte vidare       | Gick inte vidare |

## Kanotsport
Slalom
| Kanotist               | Gren                | Omgång 1 | Omgång 1  | Omgång 1 | Omgång 1  | Omgång 1 | Omgång 1  | Semifinal | Semifinal | Final            | Final            |
| Kanotist               | Gren                | Omgång 1 | Placering | Omgång 2 | Placering | Bästa    | Placering | Tid       | Placering | Tid              | Placering        |
| ---------------------- | ------------------- | -------- | --------- | -------- | --------- | -------- | --------- | --------- | --------- | ---------------- | ---------------- |
| Peter Kauzer           | Herrarnas K1 slalom | 90.98    | 9         | 88.10    | 4         | 88.10    | 5 Q       | 96.02     | 1 Q       | 101.01           | 6                |
| Benjamin Savšek        | Herrarnas C1 slalom | 90.83    | 1         | 203.42   | 15        | 90.83    | 2 Q       | 99.92     | 2 Q       | 219.95           | 8                |
| Luka Božič Sašo Taljat | Herrarnas C2 slalom | 102.82   | 4         | 101.08   | 4         | 101.08   | 6 Q       | 113.50    | 8         | Gick inte vidare | Gick inte vidare |
| Eva Terčelj            | Damernas K1 slalom  | 107.17   | 7         | 107.57   | 9         | 107.17   | 11 Q      | 117.36    | 13        | Gick inte vidare | Gick inte vidare |

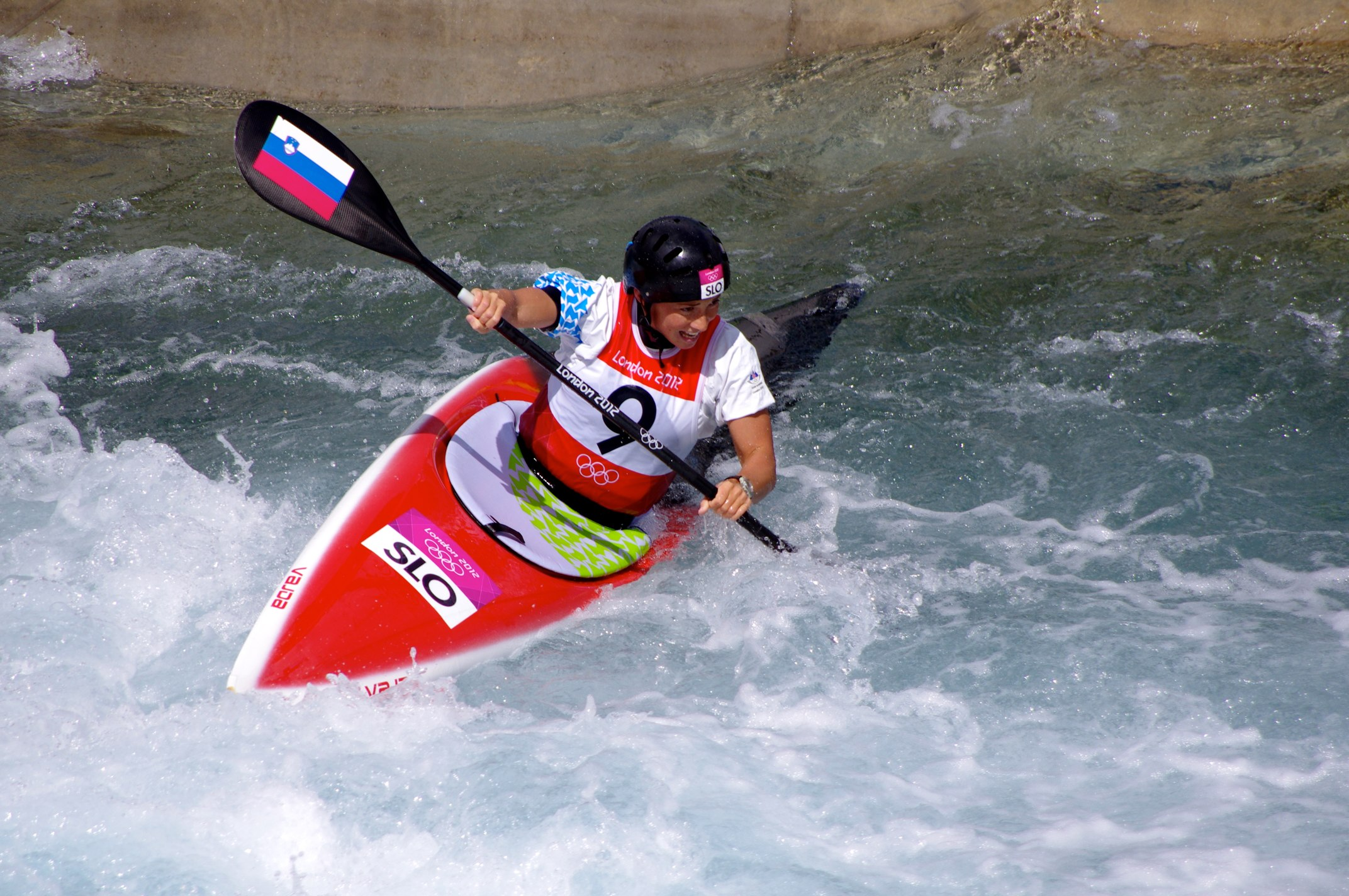
Eva Terčelj i damernas K1-semifinal

Sprint
| Kanotist                | Gren              | Heat     | Heat      | Semifinal | Semifinal | Final    | Final     |
| Kanotist                | Gren              | Tid      | Placering | Tid       | Placering | Tid      | Placering |
| ----------------------- | ----------------- | -------- | --------- | --------- | --------- | -------- | --------- |
| Špela Ponomarenko Janić | Damernas K1 200 m | 42.884   | 4 Q       | 42.209    | 5 FB      | 44.953   | 10        |
| Špela Ponomarenko Janić | Damernas K1 500 m | 2:01.520 | 5 Q       | 1:53.341  | 5 FB      | 1:53.718 | 12        |

## Rodd
Herrar
| Idrottare           | Gren          | Heat    | Heat      | Återkval | Återkval  | Semifinal | Semifinal | Final   | Final     | Final |
| Idrottare           | Gren          | Tid     | Placering | Tid      | Placering | Tid       | Placering | Tid     | Placering |       |
| ------------------- | ------------- | ------- | --------- | -------- | --------- | --------- | --------- | ------- | --------- | ----- |
| Iztok Čop Luka Špik | Dubbelsculler | 6:17,78 | =2 SA/B   | BYE      | BYE       | 6:19,97   | 1 FA      | 6:34,35 | 3         |       |

## Segling
Herrar
| Seglare        | Gren      | Lopp | Lopp | Lopp | Lopp | Lopp | Lopp | Lopp | Lopp | Lopp | Lopp | Lopp | Summerad poäng | Finalplacering |
| Seglare        | Gren      | 1    | 2    | 3    | 4    | 5    | 6    | 7    | 8    | 9    | 10   | M*   | Summerad poäng | Finalplacering |
| -------------- | --------- | ---- | ---- | ---- | ---- | ---- | ---- | ---- | ---- | ---- | ---- | ---- | -------------- | -------------- |
| Karlo Hmeljak  | Laser     | 23   | 30   | 18   | 33   | 35   | 31   | DNF  | 25   | 27   | 32   | EL   | 253            | 31             |
| Vasilij Žbogar | Finnjolle | 8    | 6    | 5    | 3    | 8    | 5    | 9    | 6    | 2    | 6    | 14   | 63             | 6              |

M = Medaljlopp; EL = Eliminerad – gick inte vidare till medaljloppet;
Damer
| Seglare              | Gren | Lopp | Lopp | Lopp | Lopp | Lopp | Lopp | Lopp | Lopp | Lopp | Lopp | Lopp | Summerad poäng | Finalplacering |
| Seglare              | Gren | 1    | 2    | 3    | 4    | 5    | 6    | 7    | 8    | 9    | 10   | M*   | Summerad poäng | Finalplacering |
| -------------------- | ---- | ---- | ---- | ---- | ---- | ---- | ---- | ---- | ---- | ---- | ---- | ---- | -------------- | -------------- |
| Teja Černe Tina Mrak | 470  | 12   | 9    | 12   | 15   | 17   | 17   | 17   | 14   | 16   | 16   | EL   | 127            | 18             |

M = Medaljlopp; EL = Eliminerad – gick inte vidare till medaljloppet;

## Taekwondo
| Idrottare      | Gren             | Åttondelsfinaler              | Kvartsfinaler             | Semifinaer            | Återkval             | Bronsmatch            | Final                | Final            |
| Idrottare      | Gren             | Motståndare Resultat          | Motståndare Resultat      | Motståndare Resultat  | Motståndare Resultat | Motståndare Resultat  | Motståndare Resultat | Placering        |
| -------------- | ---------------- | ----------------------------- | ------------------------- | --------------------- | -------------------- | --------------------- | -------------------- | ---------------- |
| Ivan Trajkovič | Herrarnas +80 kg | Cha D-M (KOR) L 4–9           | Gick inte vidare          | Gick inte vidare      | Gick inte vidare     | Gick inte vidare      | Gick inte vidare     | Gick inte vidare |
| Franka Anić    | Damernas −67 kg  | Ajtmuchambetova (KAZ) W 15–11 | Sergerie (CAN) W 10–5     | Hwang K-S (KOR) L 0–7 | Bye                  | McPherson (USA) L 3–8 | Gick inte vidare     | 5                |
| Nuša Rajher    | Damernas +67 kg  | Jergesjova (KAZ) W 17–16 SDP  | Baryshnikova (RUS) L 9–11 | Gick inte vidare      | Gick inte vidare     | Gick inte vidare      | Gick inte vidare     | Gick inte vidare |

## Tennis
| Spelare                           | Gren       | Omgång 1                  | Omgång 2                                              | Åttondelsfinaler                     | Kvartsfinaler     | Semifinaler       | Final / BM        | Final / BM       |
| Spelare                           | Gren       | Motståndare Poäng         | Motståndare Poäng                                     | Motståndare Poäng                    | Motståndare Poäng | Motståndare Poäng | Motståndare Poäng | Placering        |
| --------------------------------- | ---------- | ------------------------- | ----------------------------------------------------- | ------------------------------------ | ----------------- | ----------------- | ----------------- | ---------------- |
| Blaž Kavčič                       | Herrsingel | Vardhan (IND) W 6–3, 6–2  | Ferrer (ESP) L 2–6, 2–6                               | Gick inte vidare                     | Gick inte vidare  | Gick inte vidare  | Gick inte vidare  | Gick inte vidare |
| Polona Hercog                     | Damsingel  | Martínez (ESP) L 2–6, 4–6 | Gick inte vidare                                      | Gick inte vidare                     | Gick inte vidare  | Gick inte vidare  | Gick inte vidare  | Gick inte vidare |
| Andreja Klepač Katarina Srebotnik | Damdubbel  | i.u.                      | Chakhnashvili / Tatishvili (GEO) W 7–6(7–0), 6–3, 2–6 | Errani / Vinci (ITA) L 5–7, 6–4, 4–6 | Gick inte vidare  | Gick inte vidare  | Gick inte vidare  | Gick inte vidare |

## Triathlon
| Triathlet    | Gren               | Simning (1,5 km) | Trans 1 | Cykling (40 km) | Trans 2 | Löpning (10 km) | Total tid | Placering |
| ------------ | ------------------ | ---------------- | ------- | --------------- | ------- | --------------- | --------- | --------- |
| Mateja Šimic | Damernas triathlon | 19:31            | 0:43    | 1:07:11         | 0:34    | 37:36           | 2:05:35   | 37        |